# Éclaireurs de la Garde impériale
Vous lisez un « article de qualité » labellisé en 2014.  Il fait partie d'un « bon thème ».
Pour un article plus général, voir Cavalerie de la Garde impériale (Premier Empire).
Les éclaireurs de la Garde impériale sont des régiments de cavalerie légère de la Garde impériale sous le Premier Empire, créés par décrets des 4 et 9 décembre 1813.
Dès 1806, Napoléon Ier, qui a vu à l'œuvre les tactiques employées par les cosaques russes, envisage de créer dans son armée un corps capable de s'y opposer. Il projette tout d'abord la formation de quatre régiments d'« éclaireurs à cheval », mais l'idée est abandonnée au profit de la mise sur pied des chevau-légers belges d'Arenberg. Cette unité doit à la base être un contretype des cosaques, mais elle devient finalement le 27e régiment de chasseurs à cheval en 1808. Pendant la campagne de Russie en 1812, la cavalerie française, plus lourde, s'épuise à poursuivre les cosaques, qui se dérobent constamment devant elle. Le concept de cosaques français renaît donc en 1813 avec l'organisation des krakus polonais, armés de lances, montés sur de petits chevaux et vêtus d'un uniforme semblable à celui des cosaques. Ces cavaliers se distinguent pendant la campagne d'Allemagne et combattent également en France en 1814.
Entre-temps, les 4 et 9 décembre 1813, Napoléon Ier décrète la création des éclaireurs de la Garde impériale, trois régiments de cavalerie destinés à s'opposer efficacement aux cosaques. Le recrutement se fait au sein de la cavalerie de la Vieille Garde et des conscrits. Ces nouvelles unités ont le temps de participer à la campagne de France de 1814, où ils se heurtent de nombreuses fois aux cosaques. Ils servent en reconnaissance et aux avant-postes, mais mènent aussi à plusieurs reprises des charges, comme à Brienne, Montmirail et particulièrement à Craonne, lorsque le colonel Testot-Ferry conduit le 1er régiment à l'assaut de l'artillerie russe. Ils participent encore à la défense de Paris, avant d'être dissous à la Première Restauration.

## Projets et formations antérieurs

### Cosaques
« Des cavaliers légers qui, comme les Cosaques, entourent l'Armée d'un réseau de vigilance et de défense impénétrable, qui harassent l'ennemi, qui donnent presque toujours des coups et n'en reçoivent que fort peu, atteignent complètement et parfaitement le but que doit se proposer toute cavalerie légère. »

— Antoine Fortuné de Brack, Avant-postes de cavalerie légère, 1831.
Pendant la campagne d'Allemagne de 1805, la Grande Armée se heurte notamment aux cosaques de l'armée russe. Ces cavaliers, surtout employés à la reconnaissance et aux services d'avant-garde, pratiquent des méthodes de guerre très différentes de celles des autres nations européennes. Leur tactique, appelée la Lava, prône l'assaut en dispersion, ce qui laisse à chaque cavalier une large possibilité de manœuvres. Aux avant-postes, ils harcèlent leurs adversaires en surprenant les bivouacs ou en attaquant par petits groupes. Très mobiles, ils jouent un rôle important lors de la campagne de Russie en 1812, où ils se dérobent continuellement devant la cavalerie française, plus lente. Ils interceptent également les courriers et les dépêches, gênant ainsi les lignes de communications comme le remarque le maréchal Berthier : « avec ces canailles de Cosaques, on ne peut tenir secret aucun mouvement. ».

### Chevau-légers d'Arenberg

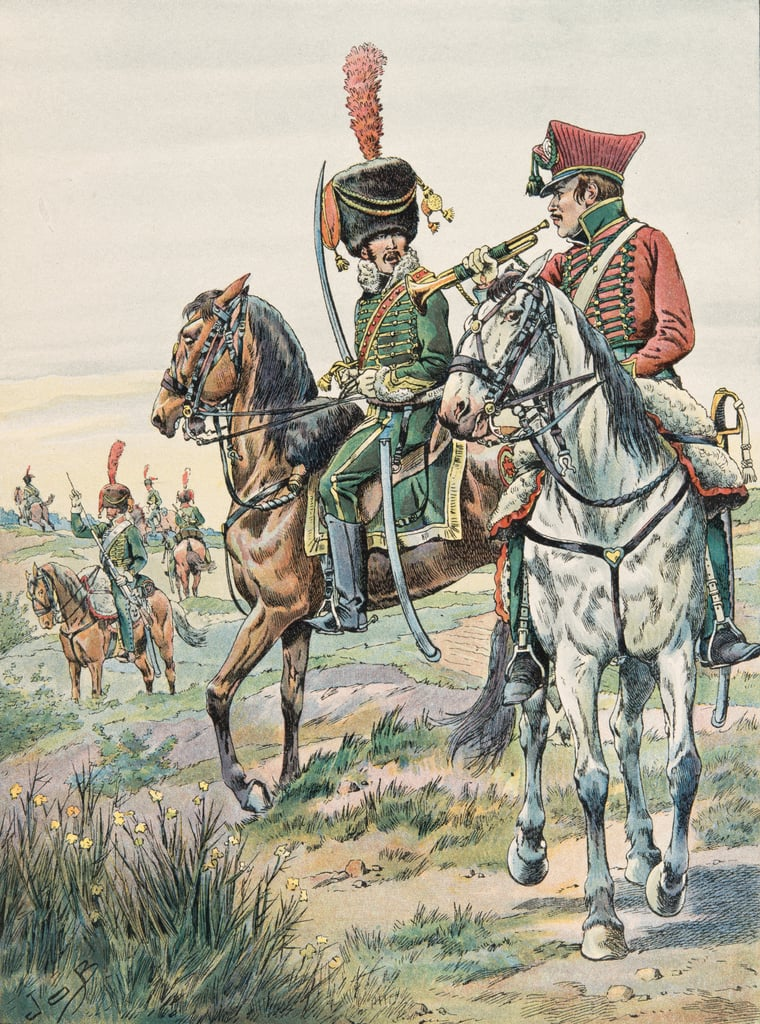
Compagnie d'élite des chevau-légers d'Arenberg en reconnaissance. Illustration de Job.

Napoléon, souhaitant disposer d'une cavalerie capable de s'opposer aux cosaques, met à l'étude la formation de quatre régiments d'« éclaireurs à cheval ». Les montures choisies sont des chevaux de Camargue, réputés pour leur résistance physique. Le projet du 9 juillet 1806 prescrit donc l'organisation de ces unités d'éclaireurs, chacune divisée en quatre escadrons et armée du sabre. Toutefois, cette mise sur pied n'est pas concrétisée et les éclaireurs à cheval ne voient pas le jour. À la même période, le 30 septembre 1806, l'Empereur ordonne finalement la création du régiment des « chevau-légers belges », commandé par le duc Prosper-Louis d'Arenberg, dans le but d'en faire également un contretype des cosaques. La taille des chevaux est inférieure à celle en vigueur dans la cavalerie légère française. Cependant, une fois encore, l'idée n'est pas menée à son terme, et les chevau-légers belges deviennent le 27e régiment de chasseurs à cheval par décret du 29 mai 1808.

### Krakus

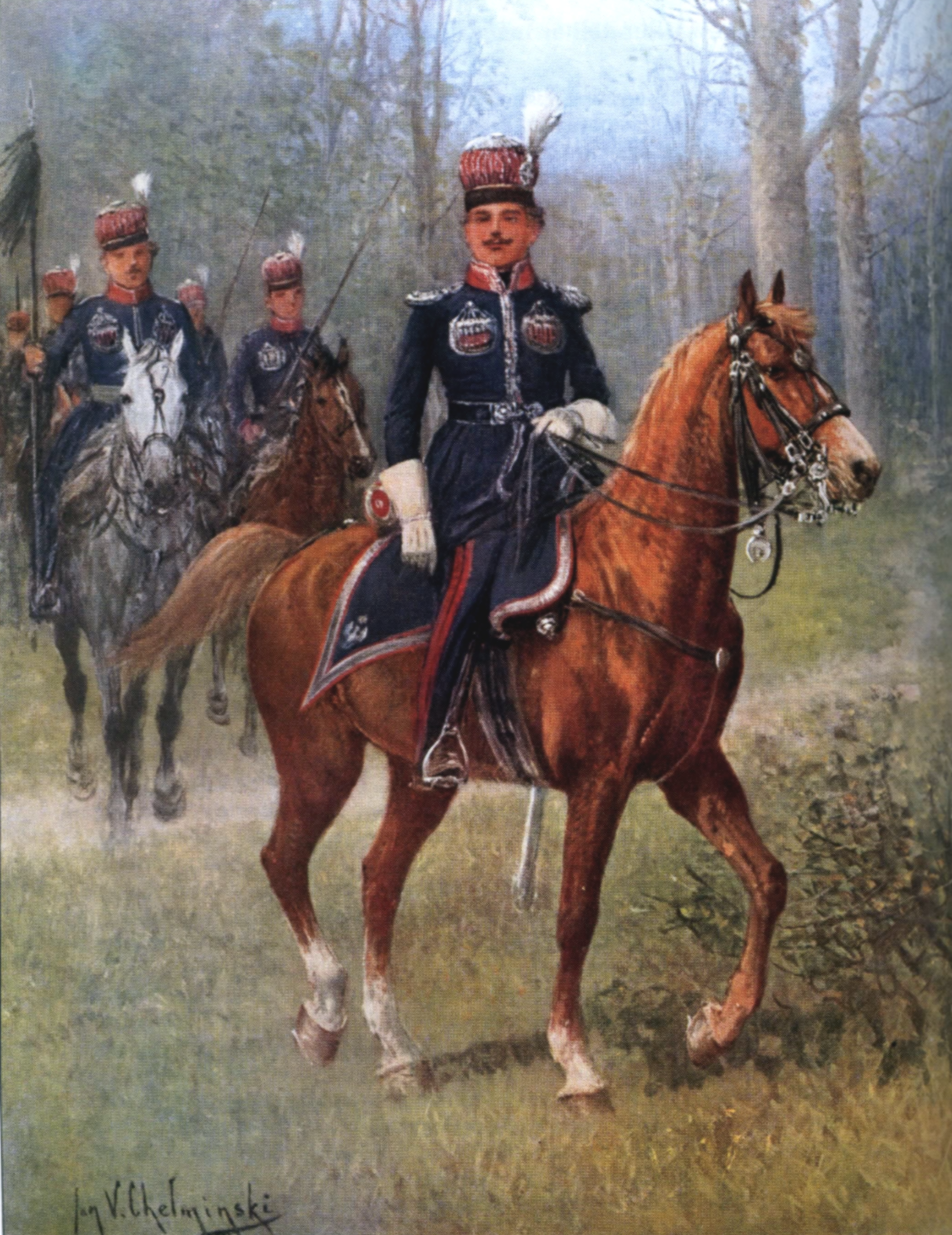
Officier et cavaliers du régiment de Krakus. Peinture de Jan Chełmiński, publiée dans L'Armée du Duché de Varsovie, 1913.

En 1813, après la retraite de Russie, le général Poniatowski, commandant en chef les forces polonaises, doit évacuer Varsovie et se replie vers Cracovie pour y réorganiser ses troupes. Il y décide de la création d'un nouveau régiment de cavalerie légère, entièrement formé de cavaliers issus des classes paysannes. Ce corps prend le nom de « Krakus », et l'effectif final est arrêté à 900 hommes. Ces derniers sont d'assez petite taille, et montés sur de petits chevaux appelés « konias ». Le 19 août 1813, à Zittau, le régiment est passé en revue par Napoléon, qui déclare à son sujet : « Je voudrais avoir dix mille hommes comme ceux-ci, montés sur des « Konias ». C'est une excellente troupe ».
L'Empereur pense en effet avoir trouvé dans les Krakus la réponse face aux cosaques. L'unité est donc engagée activement dans la campagne d'Allemagne. Le 4 septembre 1813, lors d'une charge contre des cosaques, le maréchal des logis Godlewski capture l'un de leurs étendards. Ils combattent à Leipzig et y subissent de lourdes pertes. Réorganisés à Sedan au début de l'année 1814, les Krakus combattent encore pendant la campagne de France, et prennent part à la défense de Paris le 30 mars.

## Organisation
Avec la perspective dramatique d'avoir à se battre sur le sol français pour la première fois depuis les guerres de la Révolution, Napoléon Ier réorganise sa Garde impériale par deux décrets des 4 et 9 décembre 1813. Le premier article précise la création des éclaireurs de la Garde impériale. Trois régiments sont ainsi créés : le 1er régiment (les éclaireurs-grenadiers), rattaché au régiment de grenadiers à cheval de la Garde impériale ; le 2e régiment (les éclaireurs-dragons), rattaché au régiment de dragons de la Garde impériale ; et enfin le 3e régiment (les éclaireurs-lanciers), rattaché au 1er régiment de chevau-légers lanciers polonais de la Garde impériale. Chaque régiment est composé de quatre escadrons de 250 hommes chacun. Les deux premiers régiments sont dissous pendant la Première Restauration, le 12 mai et le 19 juin 1814 respectivement. Le 3e régiment suit le sort des lanciers polonais de la Garde.

### 1errégiment

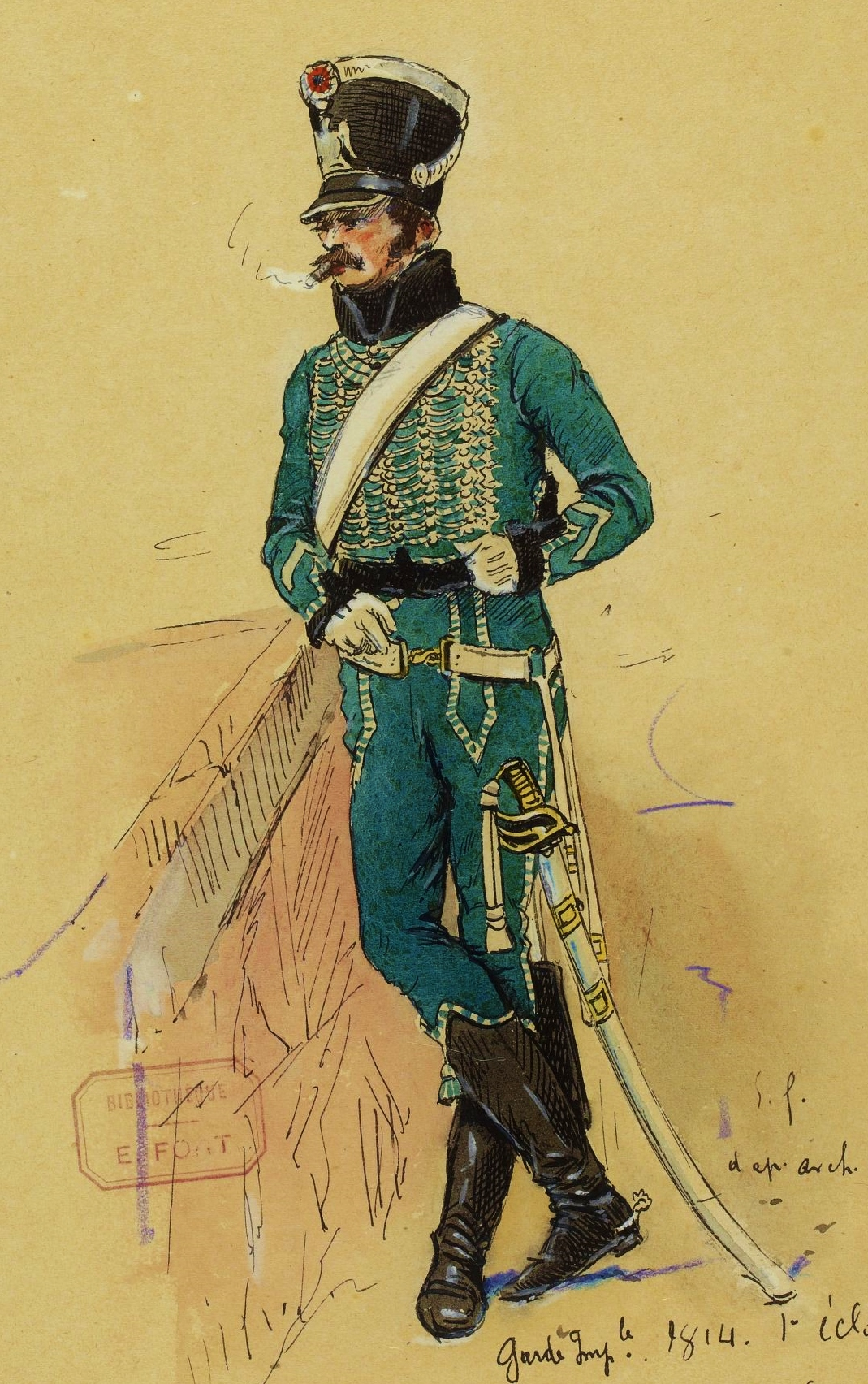
Sous-officier du 1er éclaireurs, en provenance des gardes d'honneur, 1814. Illustration d'Ernest Fort, établie d'après les archives du ministère de la Guerre.

Le commandement du 1er régiment est confié au colonel Claude Testot-Ferry, ancien aide de camp du maréchal Marmont et provenant des dragons de la Garde impériale. Les chefs d'escadron sont Pierre, des chasseurs à cheval de la Garde, Delavillane, Lepot, des grenadiers à cheval, et le capitaine de Waldner-Freundstein. Ce dernier est plus tard remplacé par le chef d'escadron Kister.
L'effectif théorique est de 53 officiers, 1 005 hommes et autant de chevaux de troupe. La plupart des officiers, « consommés et d'une bravoure à toute épreuve » selon Testot-Ferry, sont recrutés directement dans la Garde impériale. Quelques-uns sont aussi recrutés dans la ligne, dans les 4e et 13e dragons ainsi qu'au 3e hussards. De plus, un contingent de 250 hommes, issus de chaque régiment de gardes d'honneur, est théoriquement envoyé au 1er éclaireurs, mais seul un tiers de ce nombre est détaché par les 1er, 3e et 4e gardes d'honneur. L'Empereur a donc recours à des volontaires pour compléter l'effectif ; ces nouvelles recrues prennent le rang de Jeune Garde. Plus tard, le régiment passe de quatre à six escadrons, avec l'adjonction de deux escadrons de gardes d'honneurs, et reçoit également en renfort des cavaliers de la ligne volontaires, peu avant la bataille de Craonne.
Les sous-officiers, les brigadiers, les vétérinaires et les maréchaux-ferrants, ainsi que les cavaliers du 1er escadron, sont de Vieille Garde, les autres escadrons sont de Jeune Garde. Les tailles des soldats sont très disparates, allant d'un mètre soixante-dix-huit pour les anciens grenadiers à cheval à un mètre soixante pour les plus petits, et sont proportionnellement plus élevées que celles de leurs chevaux, qui vont de un mètre trente-cinq à un mètre trente-huit au garrot.

### 2erégiment

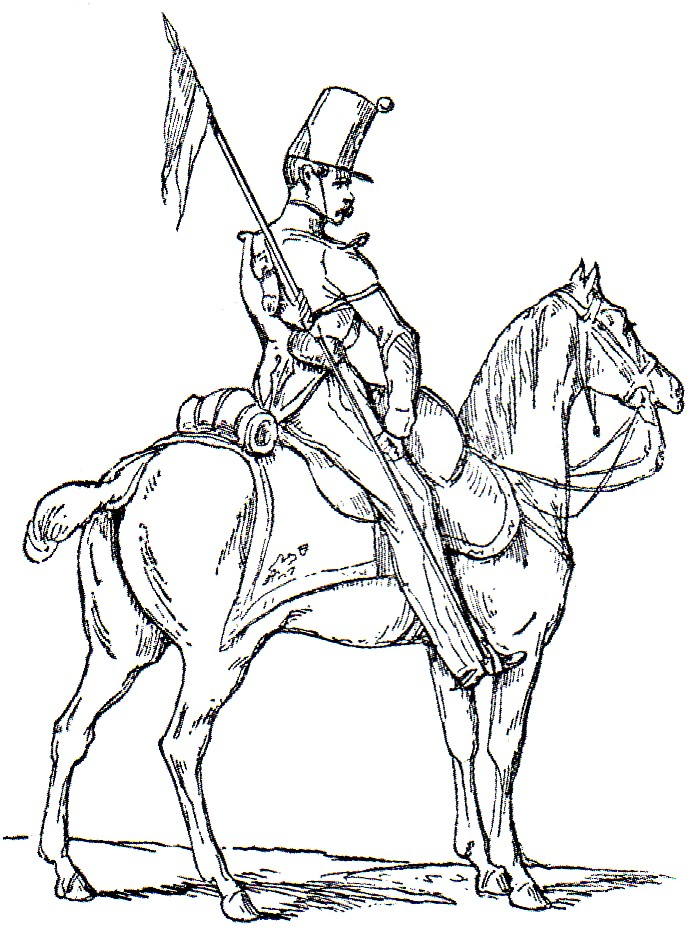
Un éclaireur-dragon. Dessin d'Adolphe de Chesnel, 1861.

Le commandement du deuxième régiment est initialement confié au colonel-major Leclerc. Quelques jours plus tard, le 17 décembre 1813, il est remplacé par le colonel Laurent Hoffmayer, commandant le 2e régiment de dragons. Les escadrons sont commandés respectivement par Parizot et Lebrasseur, anciens chasseurs à cheval de la Garde, Toustaint, du 13e chasseurs à cheval, et Bourbon-Busset, du 27e chasseurs à cheval. L'encadrement est surtout fourni par la cavalerie de la Vieille Garde, le reste des cavaliers étant rattaché à la Jeune Garde. Les sous-officiers sont de provenances diverses, de la Vieille Garde jusqu'à la cavalerie de la ligne ou des gardes d'honneur.
L'effectif théorique est de 1 000 cavaliers, répartis en quatre escadrons de 250 hommes chacun, sans compter les officiers. Le recrutement doit à la base être effectué au sein des postillons, mais dans la pratique, les affectations d'origine sont très variées : en 1814, pour combler les pertes, un marin et quelques canonniers de marine sont même engagés. Toutefois, à la différence du 1er régiment, aucun garde d'honneur n'est incorporé aux éclaireurs-dragons.
Au début de la campagne de France, à Paris, le 2e régiment ne compte que 23 officiers, 829 cavaliers et 498 chevaux. De cet effectif, seuls 502 rejoignent l'armée de Napoléon pour participer aux premiers engagements ; deux mois plus tard, il ne reste que 200 hommes sous les rangs.

### 3erégiment

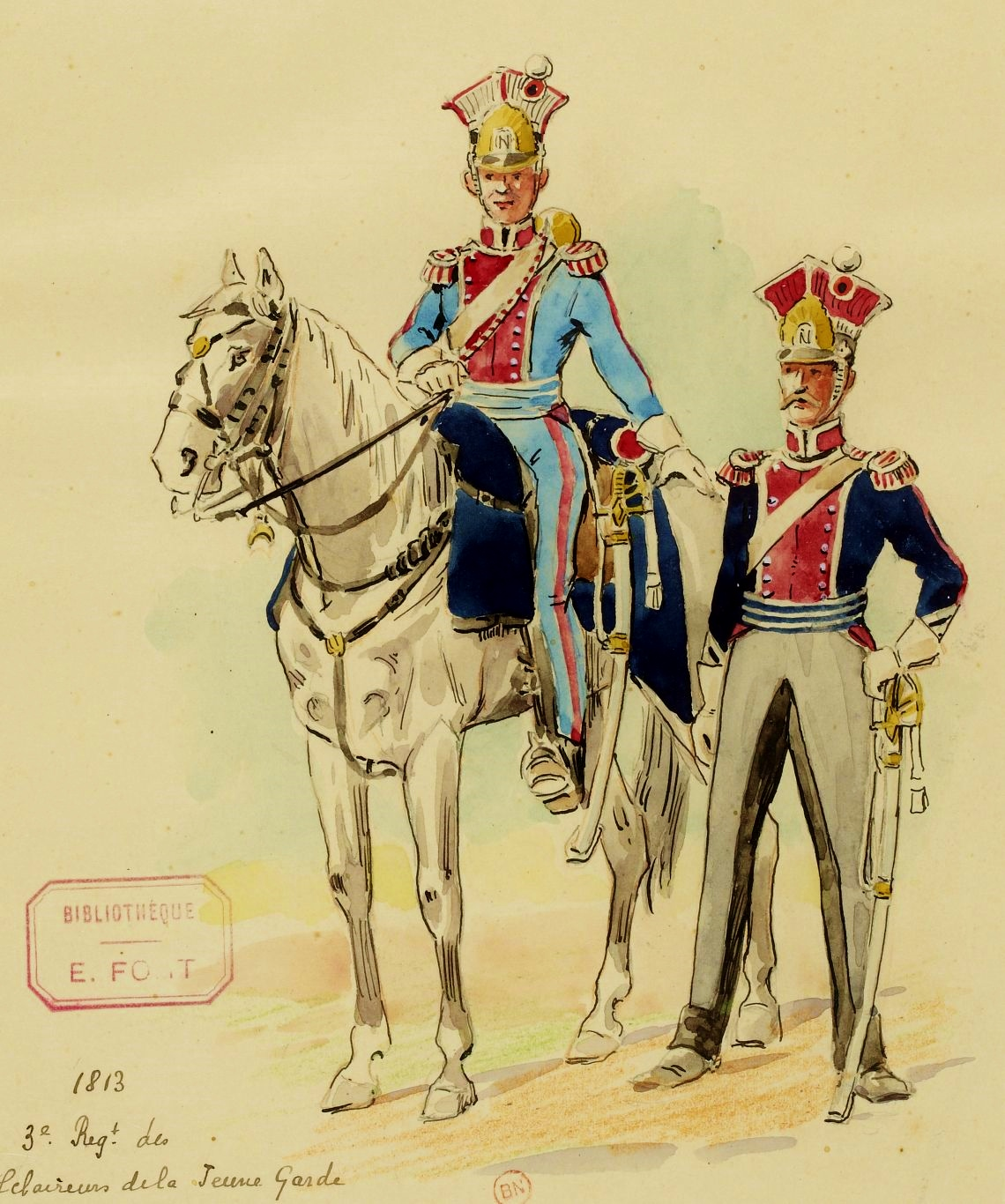
Trompette et maréchal des logis du 3e éclaireurs, 1813. Illustration d'Ernest Fort, établie d'après les types de la collection alsacienne Carl.

Le commandement du 3e éclaireurs incombe sur le papier au général Wincenty Krasiński, colonel des lanciers polonais de la Garde, le général Pierre Dautancourt en étant le major. Dans la pratique, le régiment est commandé par le chef d'escadron Jan Kozietulski qui a été élevé pour la circonstance au grade de major commandant. Le 1er escadron est commandé par Szeptycki, le 2e par Skarzynski, le 3e par Zaluski et le 4e par Wąsowicz. Les officiers de l'état-major, ainsi que ceux issus directement des lanciers polonais de la Garde, font partie de la Vieille Garde, les autres étant de Jeune Garde ; les cavaliers sont tous rattachés à la Jeune Garde. L'encadrement est à forte proportion polonaise, à l'exception de quelques officiers français et des deux chirurgiens-majors.
Le 9 décembre 1813, le 1er lanciers de la Garde ayant été réduit de sept à quatre escadrons, le surplus d'hommes de ce régiment forme le 3e éclaireurs. Pour le compléter, les recrues du dépôt de Sedan, notamment celles du bataillon d'élite polonais, sont enrôlées. À ce contingent de 600 hommes s'ajoute un apport de 230 soldats français de la Jeune Garde, arrivés de Courbevoie.
À la fin du mois de janvier 1814, les éclaireurs-lanciers comptent dans leurs rangs 52 officiers et 624 hommes, dont 640 au dépôt de Givet et 36 à Chantilly. Deux mois plus tard, il y a 860 hommes présents au régiment, mais après l'abdication de Napoléon, les cavaliers d'origine française s'en vont et les 597 Polonais, qui ne sont plus au service de la France, regagnent leur pays avec le chef d'escadron Zielonka.

## Campagnes militaires
Pour un article plus général, voir Campagne de France (1814).

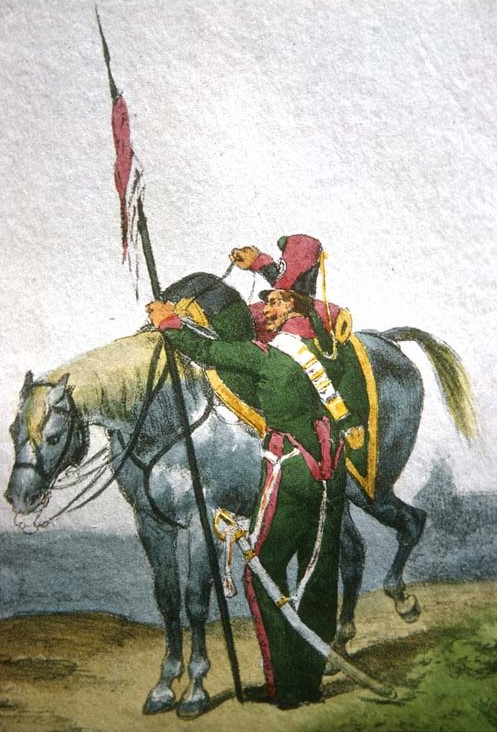
Un éclaireur-dragon, par Carle Vernet.

Créés en décembre 1813, les éclaireurs arrivent tard sur le théâtre des opérations et rejoignent la Garde impériale en janvier 1814, juste à temps pour participer à la campagne de France. Le 28 janvier, les premiers détachements des trois régiments forment la « brigade des éclaireurs », commandée par le général Dautancourt.

### «Brigade des éclaireurs»
Les éclaireurs reçoivent leur baptême de feu à la bataille de Brienne, le 29 janvier 1814, où les charges contre les troupes prusso-russes près du village de Perthes leur coûtent le capitaine Drion du 1er régiment, blessé. Le 1er février, Napoléon, en grande infériorité numérique, livre bataille à l'armée coalisée à La Rothière. Au cours des combats, le général Nansouty fait parvenir à Dautancourt l'ordre de charger les Russes avec sa brigade. Celle-ci s'exécute et mène des attaques répétées contre la cavalerie et l'infanterie adverses, stoppant dans un premier temps leur progression avant de reculer face à la disproportion des forces. Les éclaireurs perdent dans la mêlée le capitaine Zaluski, prisonnier, et une quinzaine d'hommes tués ou blessés. L'Empereur ordonne la retraite sur Troyes, et le 7 février, la brigade est dissoute et chaque régiment d'éclaireurs rejoint l'unité de la cavalerie de la Garde auquel il est rattaché. Le 3e régiment se voit adjoindre deux escadrons supplémentaires, amenés depuis Paris par le chef d'escadron Skarzynski.

### De Champaubert à Craonne

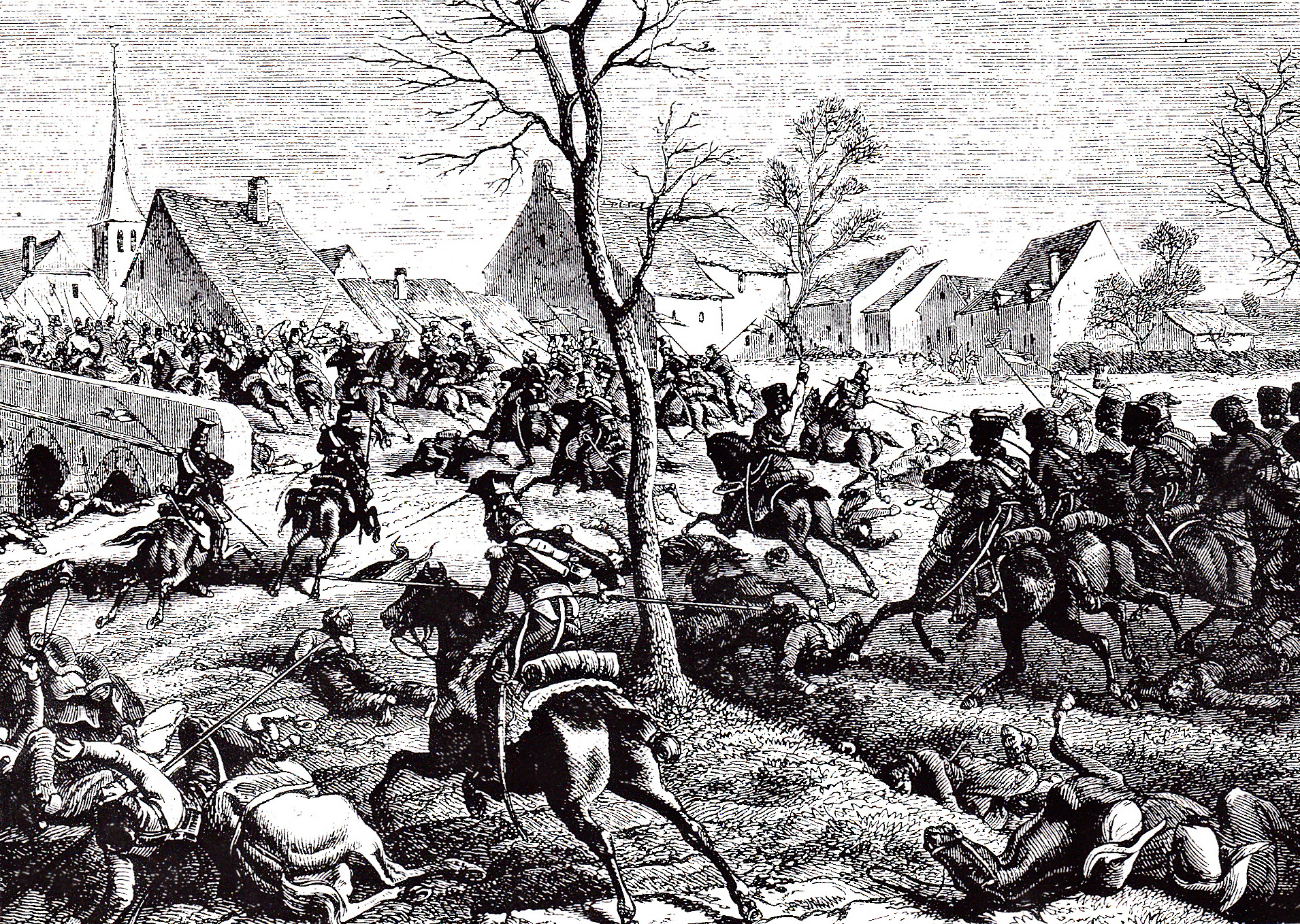
Charge des lanciers polonais du général Pac au combat de Berry-au-Bac, 5 mars 1814. Gravure de Félix Philippoteaux.

Napoléon, depuis Troyes, décide de reprendre l'offensive, et le 10 février 1814, il attaque et bat le corps d'armée du général Olsouviev à Champaubert. Un escadron du 3e éclaireurs, mené par le chef d'escadron Skarzynski, prend part à la charge de la cavalerie française et à la destruction des carrés russes. Le lendemain, pendant la bataille de Montmirail, les 1er et 2e régiments, sous les ordres du colonel Testot-Ferry, enfoncent une nouvelle fois les formations russes avec les dragons de la Garde et font de nombreux prisonniers. Les victoires françaises de Château-Thierry, Vauchamps et Montereau, les 11, 14 et 18 février, confortent la situation militaire française et permettent de protéger la route de Paris.
Les éclaireurs participent à la poursuite des troupes du feld-maréchal Blücher et se mesurent à plusieurs reprises à des patrouilles de cosaques. La capitulation de Soissons, le 3 mars, sauve les Prussiens qui parviennent à franchir l'Aisne et à faire leur jonction avec d'autres corps d'armée. Napoléon ordonne alors au général Nansouty, commandant la cavalerie de la Garde, de s'emparer du pont de Berry-au-Bac afin de permettre aux forces françaises de traverser l'Aisne. Le 5 mars, la division Nansouty et les lanciers polonais du général Pac arrivent devant la ville et chargent les cosaques russes qu'ils trouvent devant eux. Le chef d'escadron Skarzynski, du 3e éclaireurs, s'empare du pont de Berry-au-Bac et disperse ses adversaires, avec l'aide du reste de la cavalerie de Nansouty. Le général Dautancourt écrit à propos de cet engagement que « l'impétuosité de l'attaque fut telle que l'ennemi ne put faire qu'une faible résistance […]. Chargé de nouveau par le brave Skarzynski et voyant toute la division prête à fondre sur lui, il fut mis dans une déroute si complète que je ne crois pas qu'on n'ait jamais vu de cavalerie fuir avec un abandon aussi désespéré. ».
À présent, Napoléon peut reprendre sa marche en avant et décide de se porter à la rencontre des armées coalisées. C'est la bataille de Craonne, le 7 mars 1814. L'infanterie du maréchal Ney s'élance à l'assaut du plateau, mais, tenue en échec par l'artillerie russe, elle subit de lourdes pertes. Pour rétablir la situation, le colonel Testot-Ferry enlève le 1er régiment d'éclaireurs et charge les canons sous le feu des bataillons russes. Son cheval est abattu, le chef d'escadron Kister est tué, et une contre-attaque de la cavalerie adverse oblige les éclaireurs-grenadiers à se replier sur leurs positions de départ. Testot-Ferry, remplaçant le général de Levesque de Laferrière blessé, repart une nouvelle fois en avant avec ses cavaliers et réussit à capturer les batteries coalisées, au prix de nombreuses pertes. La victoire est française, et l'Empereur récompense le colonel Testot-Ferry en le faisant baron de l'Empire.

### De Laon à Arcis-sur-Aube

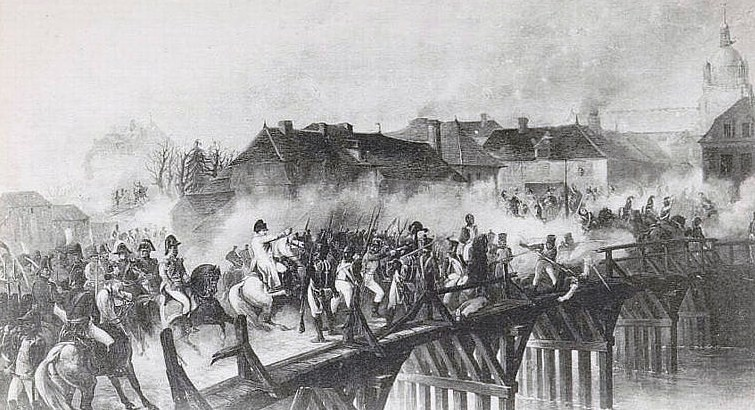
Napoléon au pont d'Arcis-sur-Aube. Gravure du XIXe siècle d'après le tableau de Jean-Adolphe Beaucé.

Le 10 mars, Napoléon attaque de nouveau l'armée de Blücher, retranché sur le plateau de Laon. Des détachements d'éclaireurs, aux côtés d'une partie de la cavalerie de la Garde, forcent les Alliés à se replier dans la ville, mais l'infanterie française est repoussée et Napoléon donne l'ordre de retraite. Le même jour, Soissons est réoccupé par un contingent français, qui comprend une centaine d'éclaireurs du 2e régiment. Le 13 mars, l'armée française se présente devant Reims, défendue par les forces prusso-russes du général Saint-Priest. Les éclaireurs, empruntant des sentiers détournés, pénètrent dans Reims à la tête de la cavalerie française, et affrontent leurs ennemis aux côtés des gardes d'honneur du général de Ségur. Dans l'action, le capitaine Gaiette, des éclaireurs-dragons, est tué, tandis que le chef d'escadron Szeptycki capture un bataillon prussien avec un escadron du 3e régiment.
Le 19 mars, alors que Napoléon marche contre l'armée de Schwarzenberg, la division Letort, qui comprend le 1er régiment d'éclaireurs, chassent les Coalisés de Méry-sur-Seine et s'empare d'un équipage de pont de l'armée de Bohême. Le 20 mars, l'Empereur affronte Schwarzenberg à Arcis-sur-Aube. La cavalerie des Alliés charge les grenadiers à cheval, les chasseurs à cheval et les éclaireurs-grenadiers qui, submergés, reculent en direction de Méry, où ils reçoivent l'appui inopiné de la cavalerie du général Lefebvre-Desnouettes. Un moment entouré par les cosaques, l'état-major impérial est secouru par les escadrons de service et par les éclaireurs du colonel Testot-Ferry. Dans l'engagement, ce dernier a son cheval tué sous lui et est fait prisonnier : « on ne tarda pas, dans l'entourage de l'Empereur à s'apercevoir de la disparition de l'intrépide major-colonel des Eclaireurs de la Garde ; on le crut tué et tous en exprimèrent leurs vifs regrets. ». Les pertes au sein des éclaireurs sont élevées, en particulier chez les 2e et 3e régiments.

### Saint-Dizier et la bataille de Paris

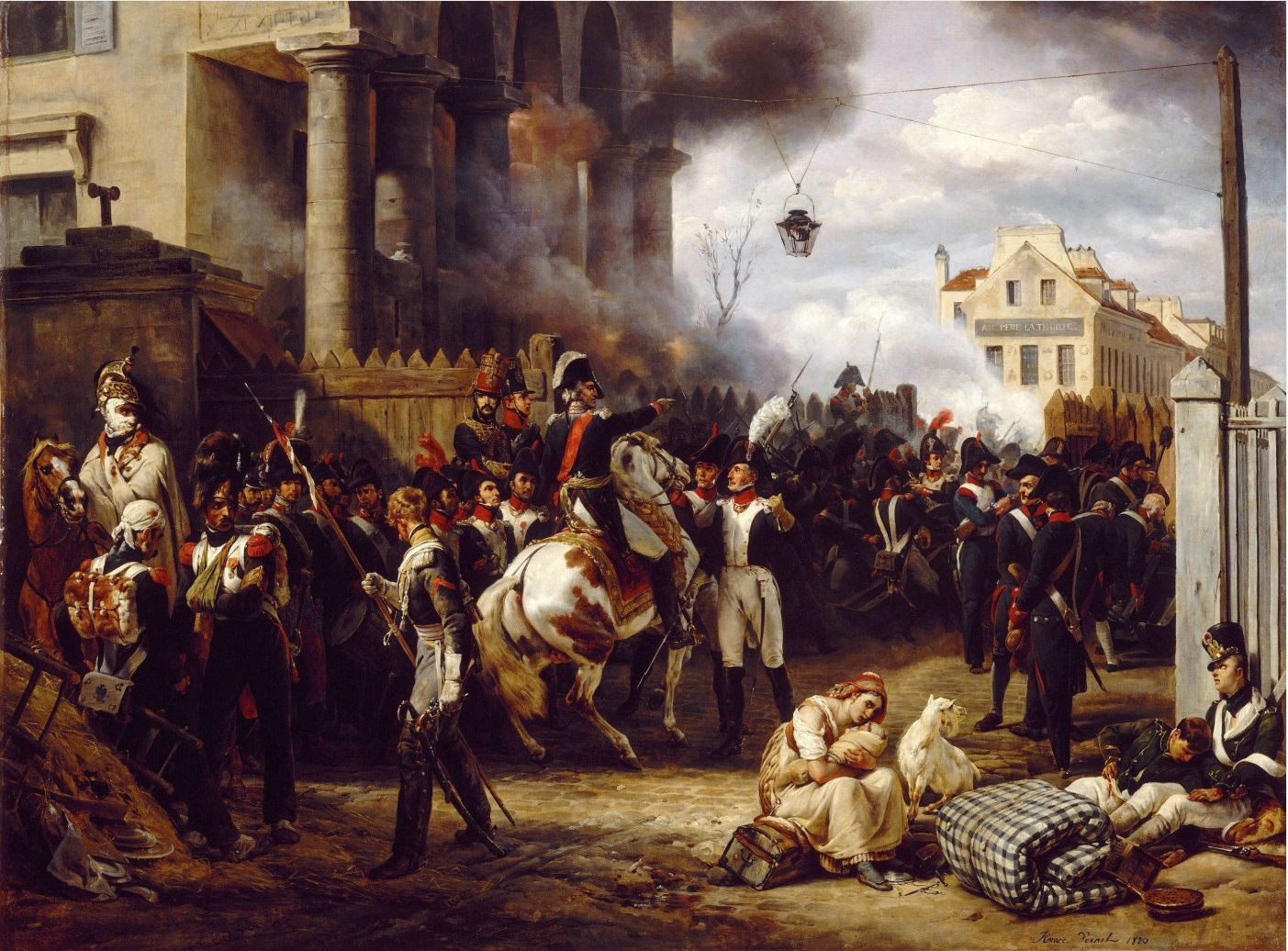
La Barrière de Clichy, toile d'Horace Vernet illustrant la défense de Paris le 30 mars 1814.

Le 24 mars, les Alliés décident de marcher sur Paris, toutes forces réunies. Le général Wintzingerode est chargé de faire diversion en attirant sur lui les troupes de Napoléon. Il occupe Saint-Dizier avec un petit contingent, et le 26 mars, il fait face à la cavalerie de la Garde, arrivée sur place. L'Empereur se met lui-même en tête de ses cavaliers, épée à la main, et charge les Russes qui sont rapidement enfoncés. À cette occasion, les éclaireurs se distinguent « avec l'abandon et la fureur qui les transportaient toujours à la vue de ces ennemis. ».
Cependant, le 30 mars, l'armée coalisée se présente devant Paris et attaque les 30 000 défenseurs français. Le général d'Ornano, commandant la Garde impériale à Paris, confie le commandement de la cavalerie de la Garde au général Dautancourt. Ce corps disparate, fort de 800 hommes, comprend des grenadiers à cheval, des chasseurs à cheval, des lanciers polonais, des mamelouks, des dragons et des éclaireurs provenant essentiellement du 3e régiment. Un détachement de ce dernier a participé le 29 mars à la bataille de Claye aux côtés des krakus polonais, et le même jour, la majeure partie des cavaliers de Dautancourt part escorter l'impératrice Marie-Louise à Blois. Réduite à 330 cavaliers, la brigade participe le lendemain à la bataille de Paris. Le major Kozietulski, commandant le 3e éclaireurs, engage les assaillants près d'Aubervilliers et s'efforce de ralentir leur progression, tandis que le reste des cavaliers de la Garde se porte vers Montmartre et se bat dans les vignes des Batignolles. Le sous-adjudant major Pélissier, des éclaireurs-lanciers, est blessé. Trop peu nombreuse face à l'infanterie adverse, canonnée par une batterie, la brigade Dautancourt rentre dans la capitale et se regroupe sur le boulevard des Italiens, où elle apprend la capitulation de Paris.
La brigade reçoit l'ordre de se retirer sur Villejuif, et le 31 mars, le capitaine Horaczko fait sauter les ponts de Vitry et Choisy-le-Roi avec un détachement du 3e régiment d'éclaireurs, signant ainsi « la dernière action de guerre des éclaireurs de la Garde impériale ».

## Uniformes

### 1errégiment

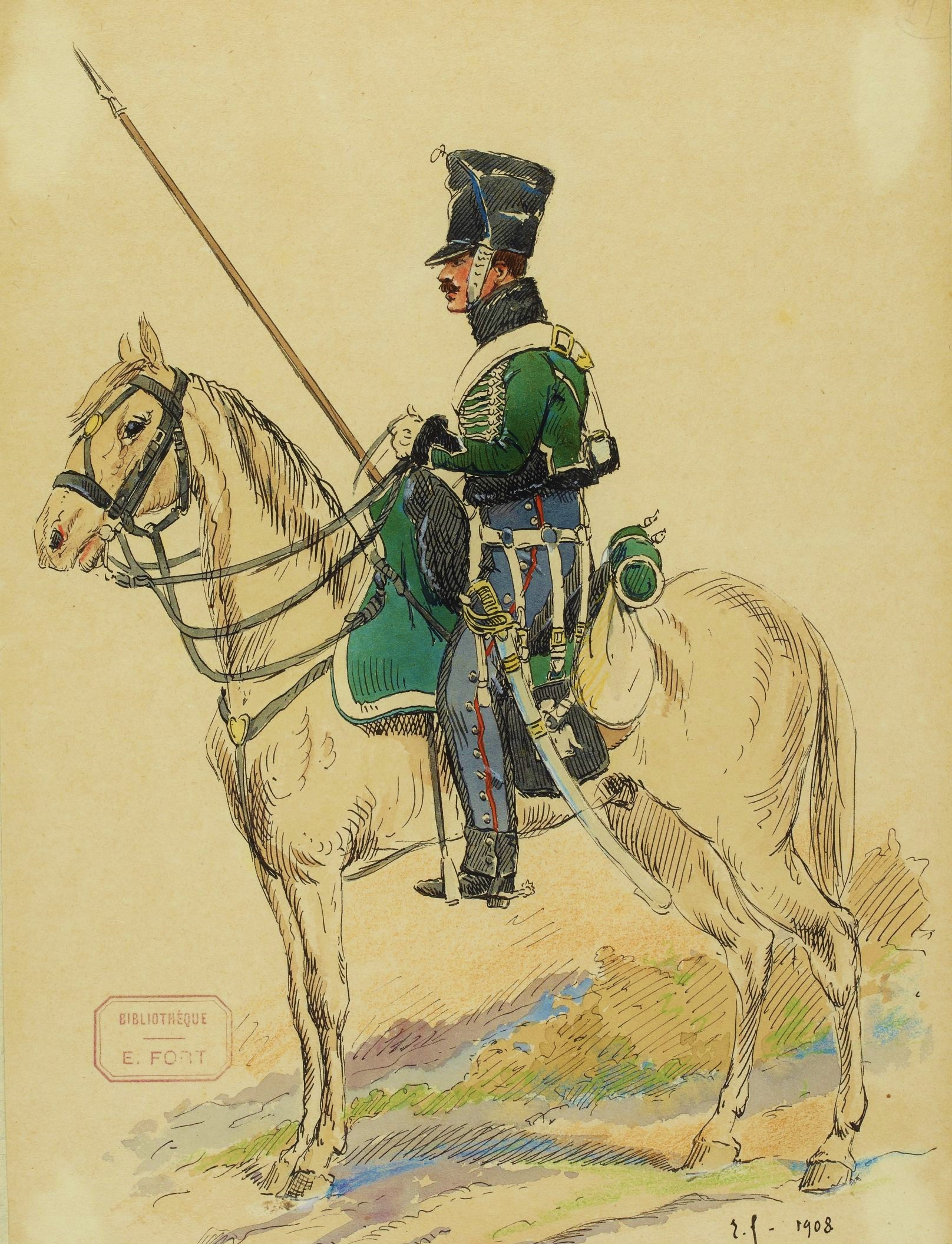
Éclaireur-grenadier, 1814. Illustration d'Ernest Fort, établie d'après les devis, fournitures et effets confectionnés pour le régiment, 1908.

Les uniformes du 1er escadron, rattaché à la Vieille Garde, reprennent en grande partie le style hussard, basés sur ceux des gardes d'honneur : un dolman vert foncé et une pelisse aux lacets blancs. Les trois autres escadrons, rattachés à la Jeune Garde, portent des uniformes se rapprochant de ceux des chasseurs à cheval de la ligne, comme l'habit-veste vert foncé, appelé aussi « Kinski ».

#### Troupe
La coiffure adoptée est le shako, aussi bien pour les escadrons de Vieille Garde que de Jeune Garde. Celui-ci est en cuir noir, orné en haut d'une course d'anneaux écarlates avec soutaches de même couleur. Les jugulaires sont en métal blanc, ainsi que l'aigle au centre du shako. Le plumet écarlate à plumetis noir est fixé à une cocarde. Les gardes d'honneur incorporés au 1er éclaireurs conservent leur coiffe en drap écarlate, avec cependant une modification du galon pour se différencier de leur corps d'origine. Le bonnet de police est de couleur verte, avec galon blanc et passepoil écarlate.
Pour les éclaireurs de Vieille Garde, l'habit comporte un dolman et une pelisse vert foncé, décorés de ganses carrées, de tresses et de soutaches en laine blanche. Les boutons sont en métal blanc. Le dolman est à collet et parements écarlates, avec doublure blanche et basane rouge. Pour la pelisse, la fourrure est noir, avec la même doublure que le dolman. L'uniforme porté par les cavaliers de Jeune Garde, plus sobre, comprend un habit-veste vert foncé « à la Kinski », à distinctives écarlates et garni d'une rangée de boutons blancs. Le pantalon est en drap gris, avec une bande écarlate.

#### Trompettes
Les trompettes du 1er régiment d'éclaireurs portent un shako identique à la troupe, mais ne perçoivent que les pelisses. Celles-ci sont bleues célestes, couleur distinctive des trompettes de la cavalerie de la Garde, avec tresses, soutaches et ganses blanches. Les tresses du trompette-major sont à alternance bleue et blanche. La ceinture-écharpe est en étoffe blanche et cramoisie.

#### Officiers et sous-officiers
Les shakos des sous-officiers sont les mêmes que ceux de la troupe. Leur pelisse a comme différence les ganses, tresses et soutaches mélangées de vert et de blanc.
Pour les officiers, la course d'anneaux et les soutaches du shako sont blanches, en lieu et place de la distinctive écarlate. Le dolman est semblable à celui de la troupe, sauf pour la fourrure et les galons de grades, blancs. Le pantalon est bleu à bande blanche.

### 2erégiment

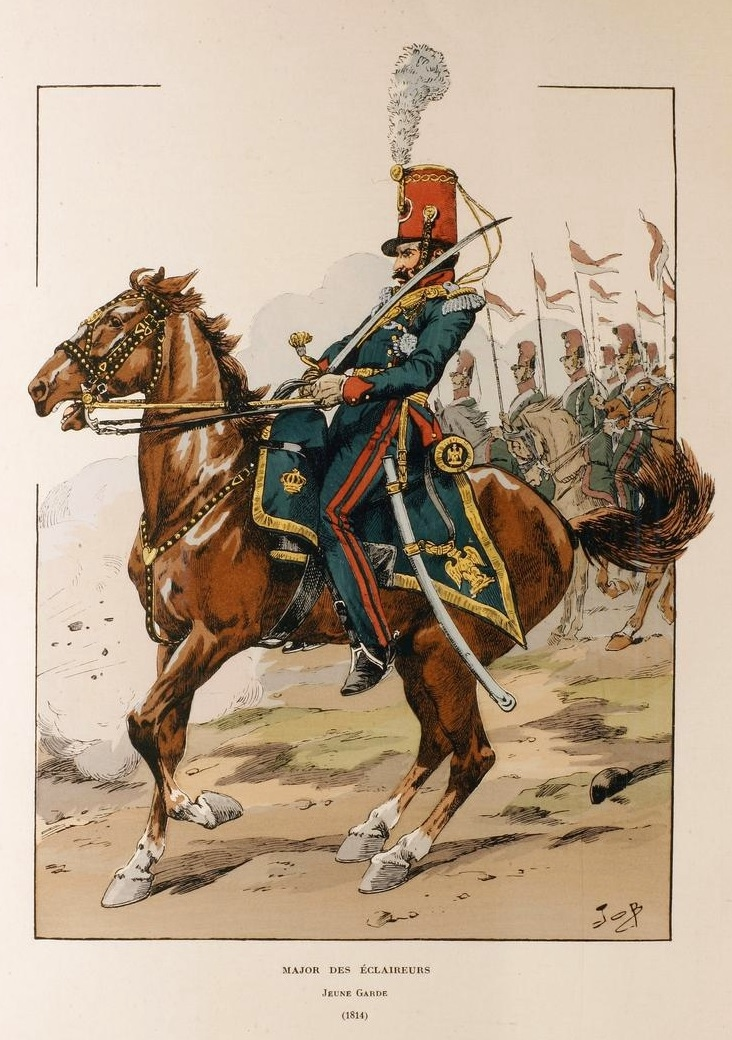
Major du 2e régiment d'éclaireurs. Illustration de Job.

Le général Drouot écrit dans un rapport à Napoléon du 7 décembre 1813 : « l'habillement qui paraîtrait convenir au 2e éclaireurs est celui des chevau-légers lanciers de la Ligne ; en prenant l'habit-veste de même couleur que l'habit des dragons de la Garde, en adoptant les revers des dragons, le 2e éclaireurs serait distingué et aurait une grande ressemblance avec le corps auquel il appartient ». Néanmoins, seule l'indication « l'habillement sera celui des chasseurs de la Ligne » apparaît dans le décret signé le surlendemain.

#### Troupe
Les éclaireurs-dragons portent un shako tronconique, une innovation dans l'armée française, en drap cramoisi avec une course d'anneaux noire en haut de la coiffe, encadrée par deux soutaches de même couleur. Le couvre-nuque, situé à l'arrière, est en cuir noir, et les jugulaires sont en laiton sur cuir. Le pompon est fixé au-dessus de la cocarde, maintenu par un bouton entouré d'une double tresse aurore. Les cordons sont aurore et sans raquettes.
L'habit-veste court vert foncé, avec des boutons en métal blanc et des lacets argent, est identique à celui porté par les éclaireurs-grenadiers de Jeune Garde, avec distinctive cramoisie. Les cavaliers disposent également d'une veste d'écurie verte. Pour le pantalon, il en existe deux sortes : le pantalon vert, sans basane, qui arbore une double bande cramoisie, et un second modèle, en drap gris basané, commun à la cavalerie légère. Les buffleteries sont en cuir noir.

#### Trompettes
L'uniforme des trompettes du 2e éclaireurs est similaire à celui de la troupe, sauf pour l'habit-veste bleu céleste. Cette tenue est dépourvue de revers cramoisis, contrairement à celui du trompette-major. Le collet et les parements sont cramoisis, et bordés d'un galon aurore.

#### Officiers et sous-officiers
L'uniforme des sous-officiers du 2e éclaireurs ne diffère pas beaucoup de celui de la troupe. Le shako des officiers se distingue, quant à lui, par la course d'anneaux et les soutaches dorées, ainsi qu'avec le cordon à raquettes. L'habit-veste vert est en drap plus fin par rapport aux simples cavaliers. Le pantalon de route est en drap gris, avec deux bandes en or.

### 3erégiment

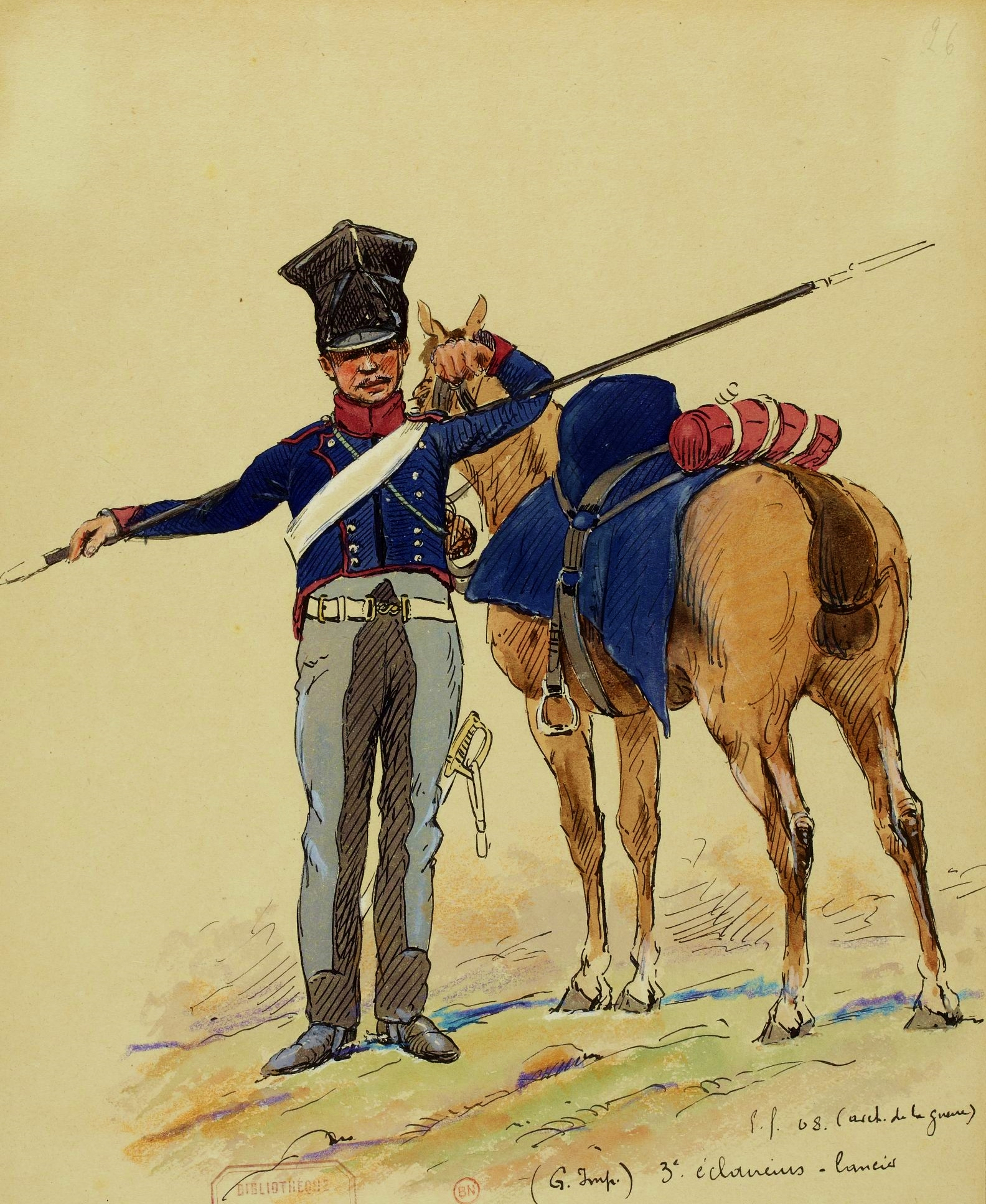
Éclaireur-lancier du 3e régiment, 1814. Illustration d'Ernest Fort, établie d'après les archives du ministère de la Guerre, 1908.

Les uniformes sont similaires à ceux des lanciers polonais de la Garde impériale, avec la présence d'un chapska et d'un kurtka bleu foncé.

#### Troupe
Le chapska, fabriqué à 830 exemplaires par le chapelier Chardon, est semblable à celui porté par les lanciers rouges de la Jeune Garde, sauf pour la couleur,.
Le kurtka est le même que celui des lanciers polonais de la Vieille Garde, avec toutefois un drap de moindre qualité. Ce drap est bleu foncé, avec revers, collet, passepoils et parements cramoisis. L'épaulette et l'aiguillette blanches sont seulement arborées par les éclaireurs issus du 1er lanciers de la Garde, les autres portant la contre-épaulette. Les cavaliers du 3e éclaireurs ont également une ceinture à rayures blanches et bleues, portée habituellement par les lanciers polonais de la ligne. Les pantalons de cheval sont en drap gris basané, mais ne présentent pas de bande cramoisie.

#### Trompettes
Le chapska est en drap cannelé blanc, avec cordons, raquettes et glands en fil cramoisi et blanc. Le pompon aurore est fixé au-dessus de la croix de Malte.
Le kurtka est en drap bleu céleste, avec distinctives cramoisies. Les épaulettes et l'aiguillette sont à alternance de fil cramoisi et blanc. Les revers, le collet et les parements sont bordés d'un galon d'argent.

#### Officiers et sous-officiers
Les sous-officiers du régiment revêtent la tenue des lanciers polonais de la Garde impériale, avec distinctives d'argent. Les officiers portent également le même uniforme que leurs homologues de la Vieille Garde : le kurtka est bleu foncé à revers cramoisis, avec les distinctives et les broderies d'argent propres aux officiers.

## Chevaux et harnachement
Pour un article plus général, voir Cheval durant les guerres napoléoniennes.

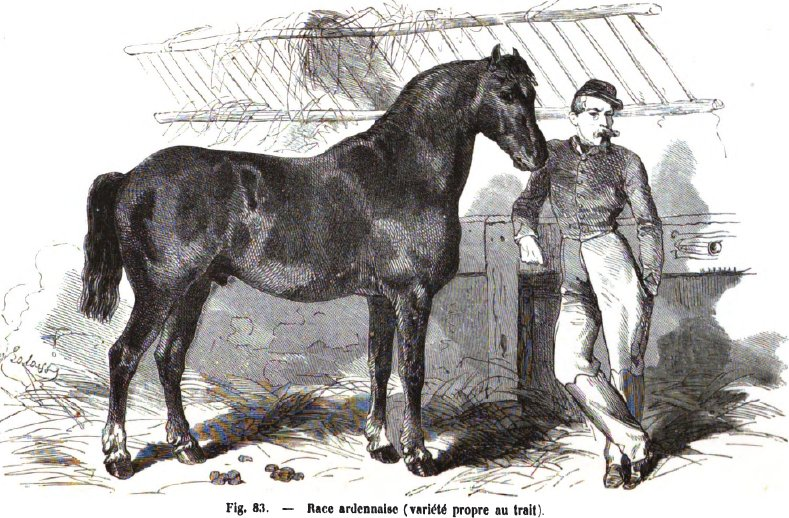
Cheval ardennais. Gravure parue dans l'ouvrage La connaissance générale du cheval d'Eugène Gayot, 1861.

La campagne de Russie en 1812 ayant entraîné la mort de nombreuses montures, Napoléon débute la campagne d'Allemagne avec une cavalerie à l'effectif très réduit. Vers la fin de l'année 1813, la retraite vers la France conduit à l'abandon des plaines allemandes, riches de chevaux de grande taille destinés à la cavalerie lourde. Cet état de fait conduit l'Empereur à utiliser davantage les espèces chevalines françaises, jusque-là peu demandées pour le service de la guerre.
Pour la remonte des éclaireurs de la Garde impériale, Napoléon prescrit des chevaux de 4 pieds 2 pouces à 4 pieds 3 pouces, et âgés d'entre cinq et six ans. Les montures proviennent essentiellement des Pyrénées, du Massif central, des Ardennes et de la Camargue. Le colonel Testot-Ferry se déclare particulièrement satisfait des chevaux ardennais, « petits de taille, mais en général vigoureux et ayant beaucoup de fonds ». Le harnachement des éclaireurs est repensé et conçu différemment par rapport au reste de la cavalerie légère française ; le poids est en effet allégé, avec le retrait des fontes de pistolets, de la martingale, du surfaix, du licol, du bridon et de la chabraque. Il en résulte également un prix plus modique, un éclaireur ne dépensant que 63 francs pour son harnachement, contre 113 pour les selles des chasseurs à cheval et des hussards.